# آرانپیتیا
آرانپیتیا (به لاتین: Aranpitiya) یک منطقهٔ مسکونی در سری‌لانکا است که در استان مرکزی (سری‌لانکا) واقع شده‌است.